# Український Демократичний Рух
Український Демократичний Рух (УДР) — політична організація, постала 1976 року в Нью-Йорку, як продовження Конгресу Української Вільної Політичної Думки (КУВПД, 1968–1976), для консолідації праці українських демократичних сил на еміграції та створення за кордоном політичного руху, який відповідав би демократичним тенденціям у суспільстві радянської України. В УДР об'єдналися три політичні партії: ОУНз, УНДО й УРДП та блок непартійних демократів.
УДР очолювали: А. Фіґоль — голова, Р. Ільницький, М. Воскобійник і Р. Барановський — заступники; з 1981 голова С. Процик. Головний Секретаріат УДР видав «Матеріали КУВПД», зб. чч. 1 — 4 (серія А) і чч. І — III (серія Б). Мюнхен — Новий Ульм, 1972–1977.